# Campylospermum glaucum
Campylospermum glaucum är en tvåhjärtbladig växtart som först beskrevs av Van Tiegh., och fick sitt nu gällande namn av Farron. Campylospermum glaucum ingår i släktet Campylospermum och familjen Ochnaceae. Inga underarter finns listade i Catalogue of Life.